# グランマ・モーゼス
アンナ・メアリー・ロバートソン・モーゼス（英語: Anna Mary Robertson Moses、1860年9月7日 - 1961年12月13日）は、アメリカの画家。通称 グランマ・モーゼス（モーゼスおばあちゃん）。高齢で本格的な絵画制作を始め、成功した人物として知られる。

## 来歴
ニューヨーク州ワシントン郡・グリニッチの農家、マーガレット・シャナハン・ロバートソンとラッセルキング・ロバートソンのもとに「アンナ・メアリー・ロバートソン」として誕生。10人兄弟の3番目であった。
12歳から近所の裕福な家庭でお手伝いとして奉公し、1886年、イーグル・ブリッジの家で働いているとき、同じく雇われていたトーマス・サーモン・モーゼスと出会い、27歳で結婚した。その後バージニア州・スタントンに移住し、小さな農場の経営を始める。
28歳のときに第一子が誕生。10人の子どもを授かったが、5人は幼児期に夭逝した。
45歳となった1905年、夫の希望でイーグル・ブリッジに帰郷し、故郷で農場「ネボ山農場」を営む。この頃に両親が死去し、子どもたちも巣立っていったことで時間ができ、絵画の制作を試み始めた。
68歳のときに夫が死去。幼い孫娘の面倒を見るためバーモント州・ベニントンへ移住する。刺繍による絵画制作もこの頃に始めたが、やがてリュウマチを患い刺繍が難しくなったため、リハビリを兼ねて油絵に専念する。
78歳となった1938年、地元フージック・フォールズのドラッグストアに作品を展示したところ、偶然訪れたアマチュア・コレクターのルイス・J・カルドアがモーゼスの絵をいたく気に入り購入。翌年にニューヨーク近代美術館で作品が展示された。
1940年、ニューヨークのギャラリー・セント・エティエンヌでモーゼスの初個展である「一農婦の描いたもの」展が開催され、モーゼスは一気に人気画家となった。このとき、モーゼスは80歳だった。
89歳のときには当時の大統領ハリー・S・トルーマンによってホワイトハウスに招待された。
当時のニューヨーク州知事ネルソン・ロックフェラーは、モーゼスが100歳を迎えた1960年9月7日を「グランマ・モーゼスの日」として制定。モーゼスは1961年12月13日に101歳で死去するまで絵を描き続け、約1600点の作品を遺した。

## 著書
- 『モーゼスおばあさんの絵の世界 田園生活100年の自伝』 未来社 1991年 翻訳:加藤恭子 ISBN 978-4624710576
- 『モーゼスおばあさんの四季 絵と自伝でたどるモーゼスおばあさんの世界』 BL出版 2003年 編集:W.ニコラ・リサ 翻訳:加藤恭子、和田敦子 ISBN 978-4776400073

## 脚注

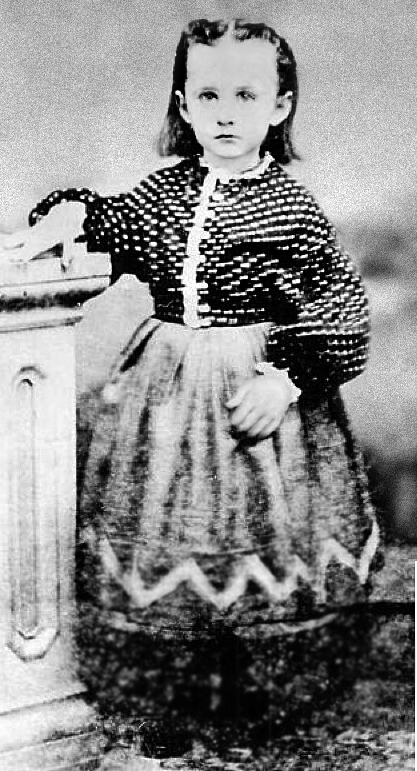
幼少期のアンナ・メアリー・ロバートソン（1860年代）

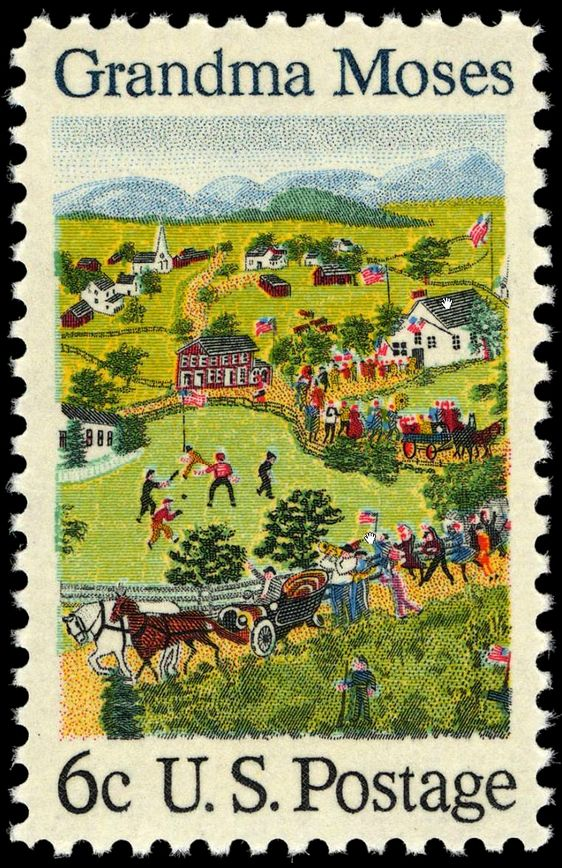
モーゼスの絵を配した1969年のアメリカの切手。